# Saint-Sulpice (Ain)
Pour les articles homonymes, voir Saint-Sulpice.
Saint-Sulpice est une commune française, située dans le département de l'Ain en région Auvergne-Rhône-Alpes. Commune bressane de 259 habitants, Saint-Sulpice est située dans le canton d'Attignat dans l'arrondissement de Bourg-en-Bresse.
Les habitants sont les Saint-Sulpiciens et les Saint-Sulpiciennes.

## Géographie

### Localisation
Située à 8 km au sud-ouest de Montrevel-en-Bresse, la commune est située dans la région naturelle de la Bresse dans le département de l'Ain. Le relief est typique de la plaine bressane, c'est-à-dire vallonné, l'altitude variant de 193 à 217 m.
Saint-Sulpice est à 19 kilomètres à l'est de Mâcon, à 23 km à l'ouest de Bourg-en-Bresse, à 79 km au nord de Lyon et à 402 km au sud de Paris. Elle appartient à l'arrondissement de Bourg-en-Bresse et au canton d'Attignat.
La population n'est pas concentrée en un lieu mais est dispersée dans différents lieux-dits tels que Bellevue, la Poype, la Teppe, Chazeau, le Viar, la Tronchée et le centre du village.

### Communes limitrophes
|                |                        | Marsonnas |
| Bâgé-Dommartin | Saint-Sulpice          |           |
|                | Saint-Didier-d'Aussiat |           |

### Hydrographie

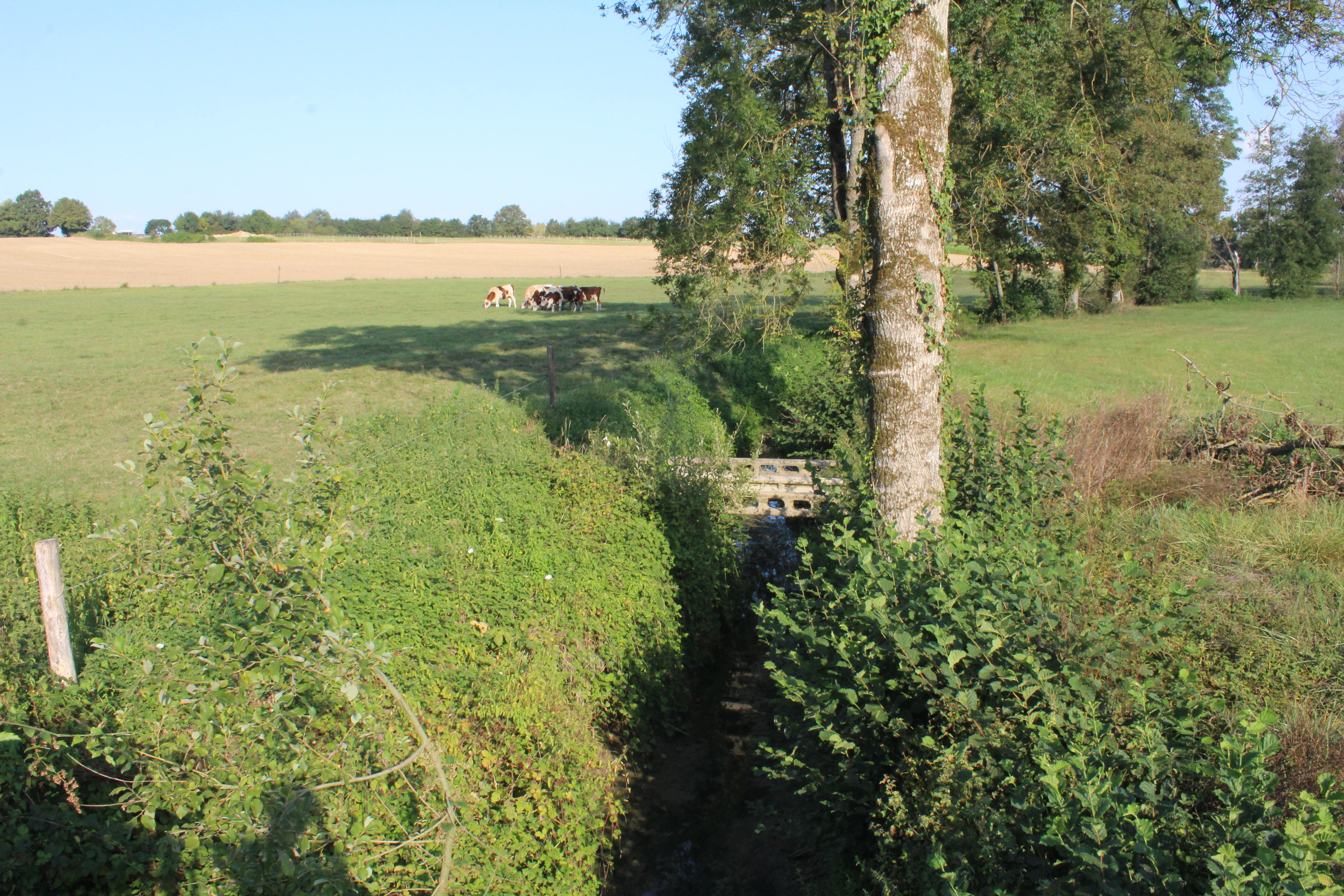
Ruisseau de Loëze.

Le ruisseau des Lioux prend sa source à Saint-Didier-d'Aussiat, prend le sud de la commune puis reste à la frontière avec Saint-Didier. Elle devient ensuite le ruisseau de Loëze avant de continuer son cours à l'ouest de la commune.
Le bief de Neuville d'Orsin fait la frontière nord de la commune qu'elle partage avec Marsonnas.

### Climat
Pour des articles plus généraux, voir Climat d'Auvergne-Rhône-Alpes et Climat de l'Ain.
En 2010, le climat de la commune est de type climat océanique altéré, selon une étude du CNRS s'appuyant sur une série de données couvrant la période 1971-2000. En 2020, Météo-France publie une typologie des climats de la France métropolitaine dans laquelle la commune est exposée à un climat semi-continental et est dans la région climatique Bourgogne, vallée de la Saône, caractérisée par un bon ensoleillement (1 900 h/an), un été chaud (18,5 °C), un air sec au printemps et en été et des vents faibles.
Pour la période 1971-2000, la température annuelle moyenne est de 11,4 °C, avec une amplitude thermique annuelle de 17,8 °C. Le cumul annuel moyen de précipitations est de 954 mm, avec 10,8 jours de précipitations en janvier et 7,3 jours en juillet. Pour la période 1991-2020, la température moyenne annuelle observée sur la station météorologique de Météo-France la plus proche, « Mâcon », sur la commune de Charnay-lès-Mâcon à 19 km à vol d'oiseau, est de 12,3 °C et le cumul annuel moyen de précipitations est de 833,7 mm,. Pour l'avenir, les paramètres climatiques de la commune estimés pour 2050 selon différents scénarios d'émission de gaz à effet de serre sont consultables sur un site dédié publié par Météo-France en novembre 2022.

### Voies de communication et transport

Voies de communication.

#### Axes routiers
La route principale de la commune est la route départementale D 28 qui fait la liaison entre Pont-de-Veyle et Villemotier. Elle permet de rejoindre Marsonnas et Montrevel-en-Bresse en se dirigeant à l'est. En direction de l'ouest, on rejoint les communes de Bâgé-la-Ville et Dommartin.
La route départementale D 92 débute dans la commune le long de la route D 28. Elle continue vers le sud en direction de Saint-Didier-d'Aussiat et Curtafond.

#### Transport ferroviaire
Entre 1911 et 1913, la ligne de Bourg à Replonges, gérée par la Compagnie des Tramways de l'Ain et longue de 75 km,, fut construite pour assurer des liaisons entre les préfectures de l'Ain et de Saône-et-Loire. Une gare était située dans la commune le long de la route départementale D28. Victime du progrès, la ligne fermera en 1937.

## Urbanisme

### Typologie
Au 1er janvier 2024, Saint-Sulpice est catégorisée commune rurale à habitat dispersé, selon la nouvelle grille communale de densité à 7 niveaux définie par l'Insee en 2022.
Elle est située hors unité urbaine. Par ailleurs la commune fait partie de l'aire d'attraction de Bourg-en-Bresse, dont elle est une commune de la couronne,. Cette aire, qui regroupe 80 communes, est catégorisée dans les aires de 50 000 à moins de 200 000 habitants,.

### Occupation des sols
L'occupation des sols de la commune, telle qu'elle ressort de la base de données européenne d’occupation biophysique des sols Corine Land Cover (CLC), est marquée par l'importance des territoires agricoles (96,9 % en 2018), une proportion identique à celle de 1990 (96,9 %). La répartition détaillée en 2018 est la suivante : 
terres arables (48,8 %), zones agricoles hétérogènes (44,4 %), prairies (3,6 %), forêts (3,1 %).
L'évolution de l’occupation des sols de la commune et de ses infrastructures peut être observée sur les différentes représentations cartographiques du territoire : la carte de Cassini (XVIIIe siècle), la carte d'état-major (1820-1866) et les cartes ou photos aériennes de l'IGN pour la période actuelle (1950 à aujourd'hui).

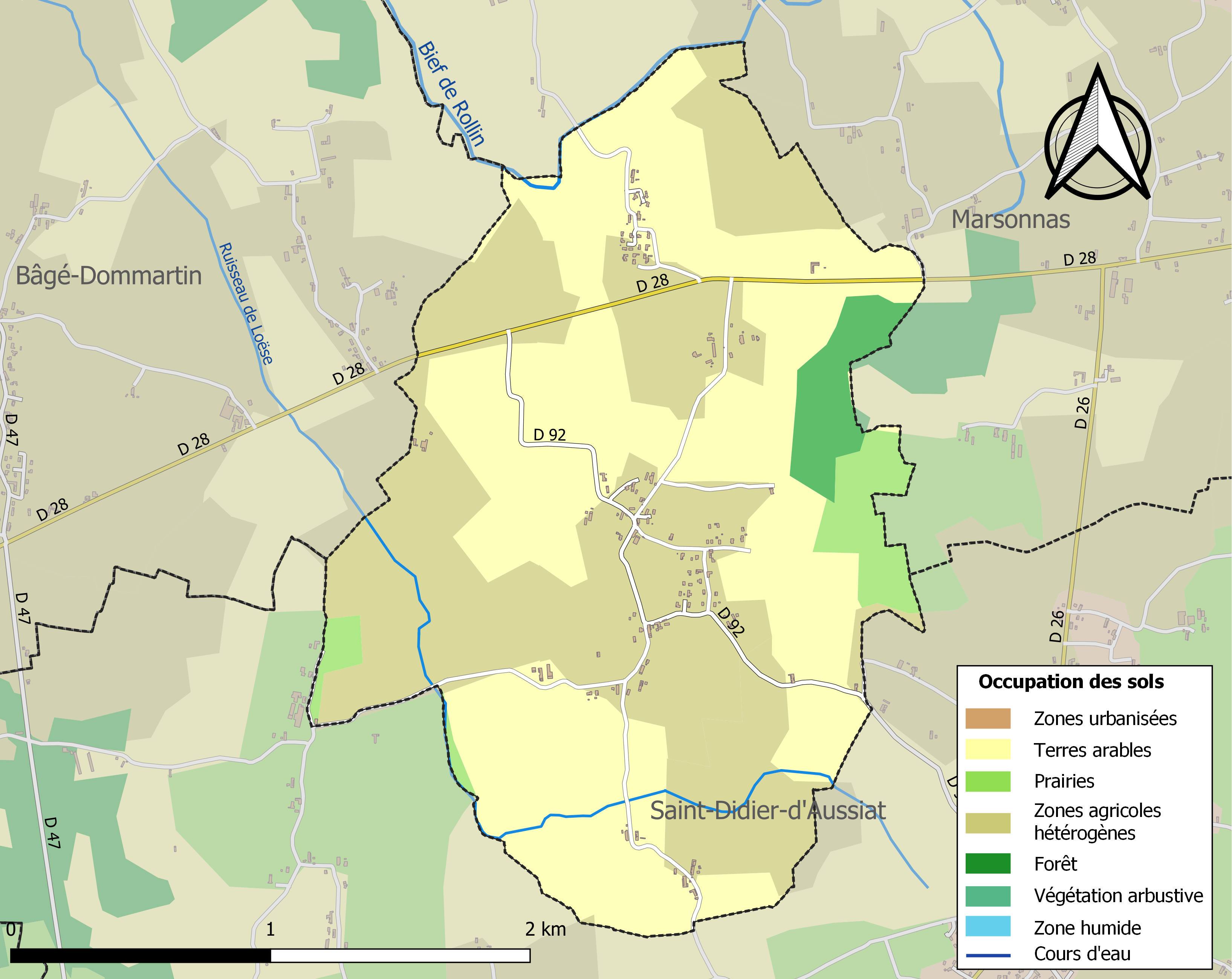
Carte des infrastructures et de l'occupation des sols de la commune en 2018 (CLC).

## Toponymie

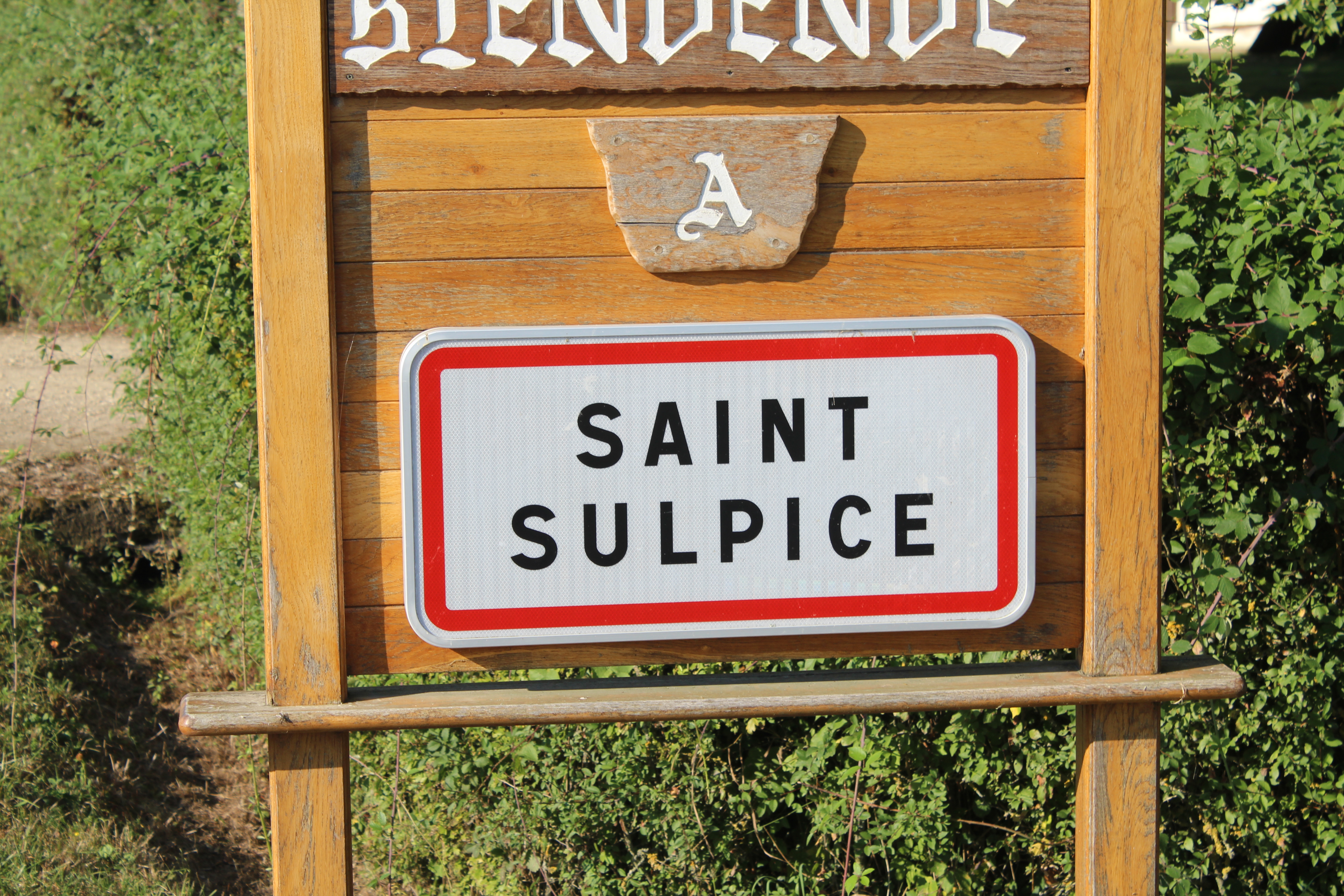
Panneau d'entrée du village.

### Toponymie
La première mention du village date de 888 dans le cartulaire de Saint-Vincent-de-Mâcon sous le nom de Sancti Sulpicii. Vers 1325, le terrier de Bâgé mentionne Seint Surpis. Les archives de l'départementales évoquent Sancti Sulpicii en 1439. En 1563, les archives de la Côte-d'Or utilisent Sainct Sulpis pour se référer à la commune. Le nom actuel de Saint Sulpice est utilisé pour la première fois en 1734 dans la description de Bourgogne.
La Révolution française marque un changement de nom pour la commune afin d'ôter toute référence à la religion. Le nom est alors Sulpice et le nom actuel sera établi au début du XIXe siècle.

## Histoire
- En 1601, après la fin de la guerre franco-savoyarde qui se termine par le traité de Lyon, Saint-Sulpice appartient à la France avec l'acquisition de celle-ci de la Bresse, du Bugey, du Valromey et du pays de Gex. Elle est par la suite intégrée à la province bourguignonne.
- Entre 1790 et 1795, la commune était une municipalité du canton de Pont-de-Veyle, et dépendait du district de Châtillon-les-Dombes. Elle appartiendra à ce canton jusqu'en 1800 pour devenir une commune du canton de Bâgé-le-Châtel. Le 9 janvier 1949, elle change de canton pour être incorporée au canton de Montrevel-en-Bresse par un décret du 4 janvier 1949[17]. En 2015, elle devient une commune du canton d'Attignat[18].

## Politique et administration

### Découpage territorial
La commune de Saint-Sulpice est membre de la communauté d'agglomération du Bassin de Bourg-en-Bresse, un établissement public de coopération intercommunale (EPCI) à fiscalité propre créé le 1er janvier 2017 dont le siège est à Bourg-en-Bresse. Ce dernier est par ailleurs membre d'autres groupements intercommunaux.
Sur le plan administratif, elle est rattachée à l'arrondissement de Bourg-en-Bresse, au département de l'Ain et à la région Auvergne-Rhône-Alpes. Sur le plan électoral, elle dépend du  canton d'Attignat pour l'élection des conseillers départementaux, depuis le redécoupage cantonal de 2014 entré en vigueur en 2015, et de la première circonscription de l'Ain  pour les élections législatives, depuis le dernier découpage électoral de 2010.

### Administration municipale

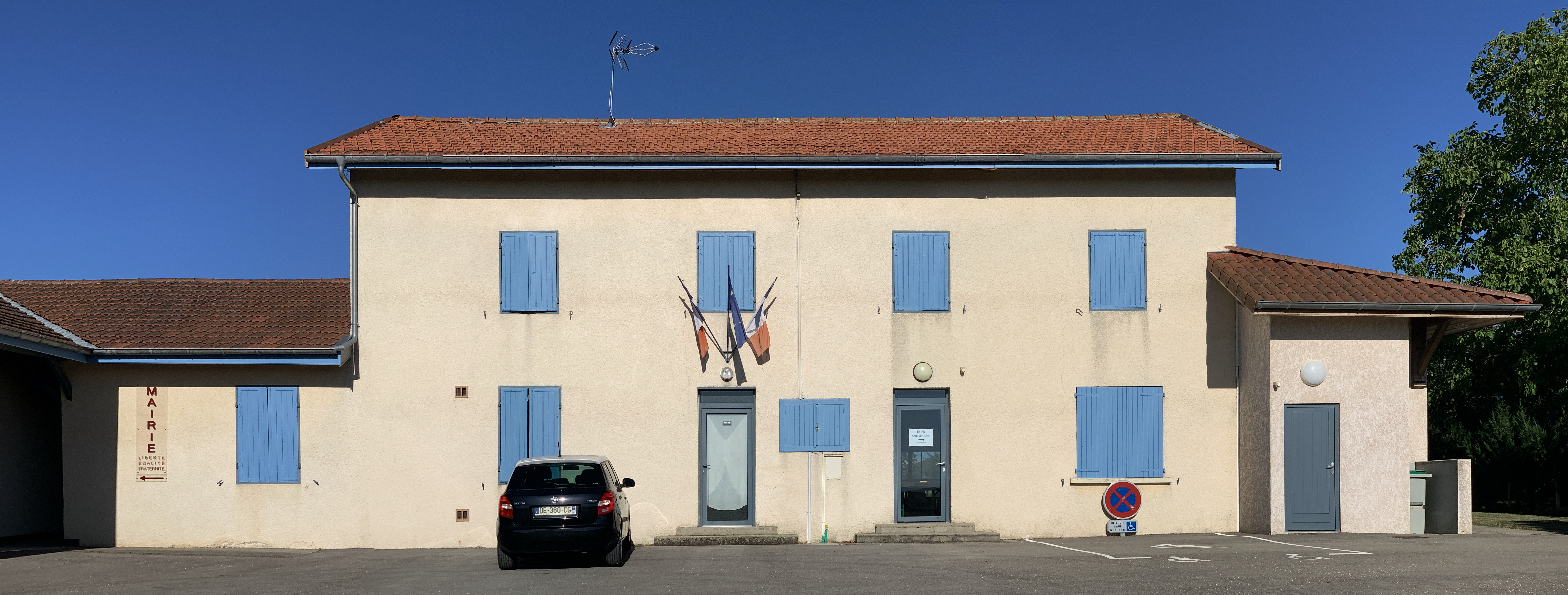
Mairie et salle communale.

#### Maires successifs
| Période                                  | Période       | Identité          | Étiquette | Qualité                                      |
| ---------------------------------------- | ------------- | ----------------- | --------- | -------------------------------------------- |
| avant 1981                               | ?             | Antoine Thévenard | DVG       |                                              |
| mars 2001                                | mars 2008     | Georges Thévenard |           |                                              |
| mars 2008                                | décembre 2012 | Philippe Prost    |           |                                              |
| janvier 2013                             | En cours      | Clotilde Fournier | SE-DVD    | Conseillère départementale chef d'entreprise |
| Les données manquantes sont à compléter. |               |                   |           |                                              |

## Population et société

### Démographie
L'évolution du nombre d'habitants est connue à travers les recensements de la population effectués dans la commune depuis 1793. Pour les communes de moins de 10 000 habitants, une enquête de recensement portant sur toute la population est réalisée tous les cinq ans, les populations de référence des années intermédiaires étant quant à elles estimées par interpolation ou extrapolation. Pour la commune, le premier recensement exhaustif entrant dans le cadre du nouveau dispositif a été réalisé en 2005.
En 2022, la commune comptait 259 habitants, en évolution de +4,86 % par rapport à 2016 (Ain : +5,15 %, France hors Mayotte : +2,11 %).
| 1793 | 1800 | 1806 | 1821 | 1831 | 1836 | 1841 | 1846 | 1851 |
| ---- | ---- | ---- | ---- | ---- | ---- | ---- | ---- | ---- |
| 166  | 204  | 203  | 191  | 191  | 194  | 217  | 228  | 213  |

| 1856 | 1861 | 1866 | 1872 | 1876 | 1881 | 1886 | 1891 | 1896 |
| ---- | ---- | ---- | ---- | ---- | ---- | ---- | ---- | ---- |
| 199  | 196  | 208  | 214  | 192  | 194  | 201  | 192  | 188  |

| 1901 | 1906 | 1911 | 1921 | 1926 | 1931 | 1936 | 1946 | 1954 |
| ---- | ---- | ---- | ---- | ---- | ---- | ---- | ---- | ---- |
| 175  | 186  | 175  | 180  | 157  | 146  | 134  | 125  | 129  |

| 1962 | 1968 | 1975 | 1982 | 1990 | 1999 | 2005 | 2006 | 2010 |
| ---- | ---- | ---- | ---- | ---- | ---- | ---- | ---- | ---- |
| 135  | 120  | 119  | 107  | 102  | 103  | 122  | 124  | 142  |

| 2015 | 2020 | 2022 | - | - | - | - | - | - |
| ---- | ---- | ---- | - | - | - | - | - | - |
| 234  | 256  | 259  | - | - | - | - | - | - |

### Enseignement
Il n'y a pas de bâtiment scolaire dans la commune mais est l'école située dans la commune de Saint-Didier-d'Aussiat est celle des deux communes citées. Elle réunit les élèves des deux communes et sont répartis en six classes dont deux sont pour les maternelles.
À la fin de leur scolarité en primaire, les élèves passant en classe de 6e sont dirigés au collège de l'Huppe à Montrevel-en-Bresse. Enfin, le lycée de secteur de la commune est le lycée Edgar-Quinet, situé à Bourg-en-Bresse.

### Médias locaux
- Le journal Le Progrès propose une édition locale aux communes de l'Ain. Il paraît du lundi au dimanche et traite des faits divers, des évènements sportifs et culturels au niveau local, national, et international.
- Le journal Voix de l'Ain est un hebdomadaire publié les vendredis qui propose des informations locales pour les différentes régions du département de l'Ain.
- La chaîne France 3 Rhône Alpes Auvergne est disponible dans la région.

## Culture et patrimoine

### Lieux et monuments
- L'église Saint-Antoine du village a été construite en 1104. Sa construction ressemble à celles des fermes bressanes, c'est-à-dire avec un plan rectangulaire, des murs en croisillons de bois et un remplissage de torchis[27]. Elle fut partiellement restaurée en 1980.
- La ferme des Broguets est aussi nommée la ferme du Grand Broguet ou de Beauregard. Sa cheminée sarrasine est classée au titre des monuments historiques en 1931[28].
- La ferme du Colombier est située entre la mairie et l'église. Sa cheminée sarrasine et sa toiture sont classées au titre des monuments historiques en 1930[29].
- Vers la route départementale D 28, on trouve les vestiges de la poype des chevaliers de Saint-Sulpice dont le premier cité est Pernold croisé en 1120. En 1272, Hugues de Saint-Sulpice en fait aveu au comte de Savoie. Autrefois il existait trois « poypes » dans la commune[30].
- Près de l'église, un monument honore les soldats du village tués au combat.

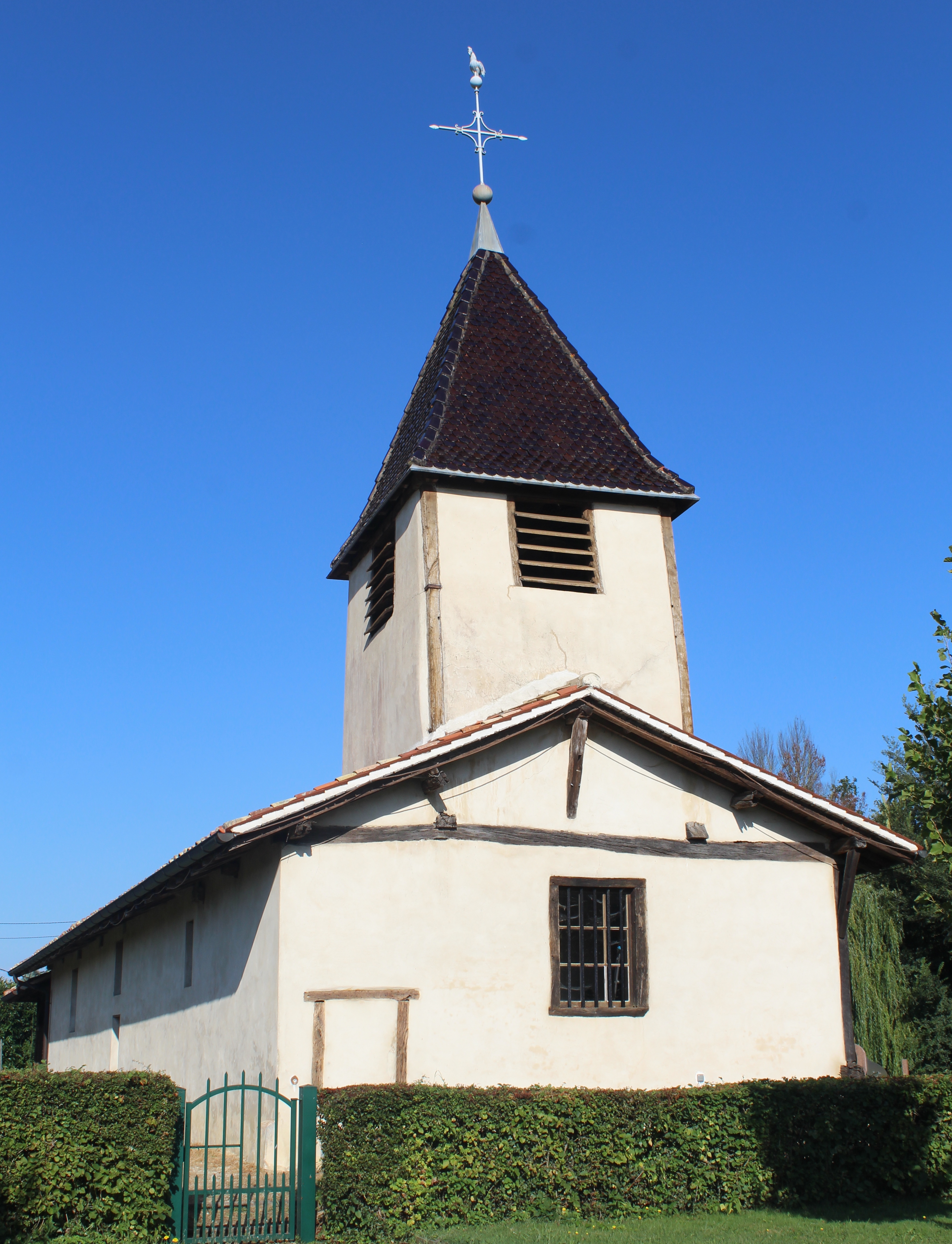
Église.
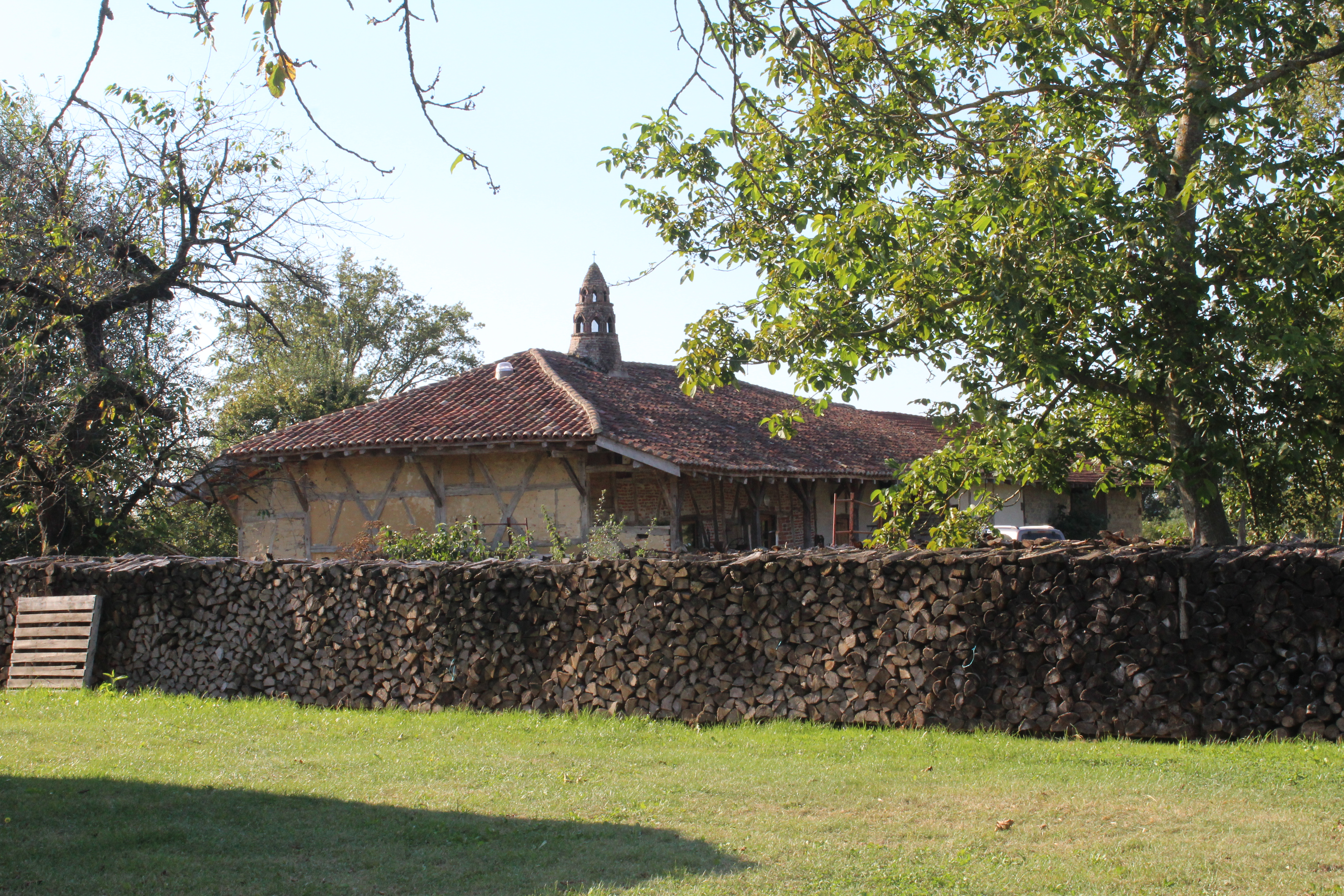
Ferme des Broguets.
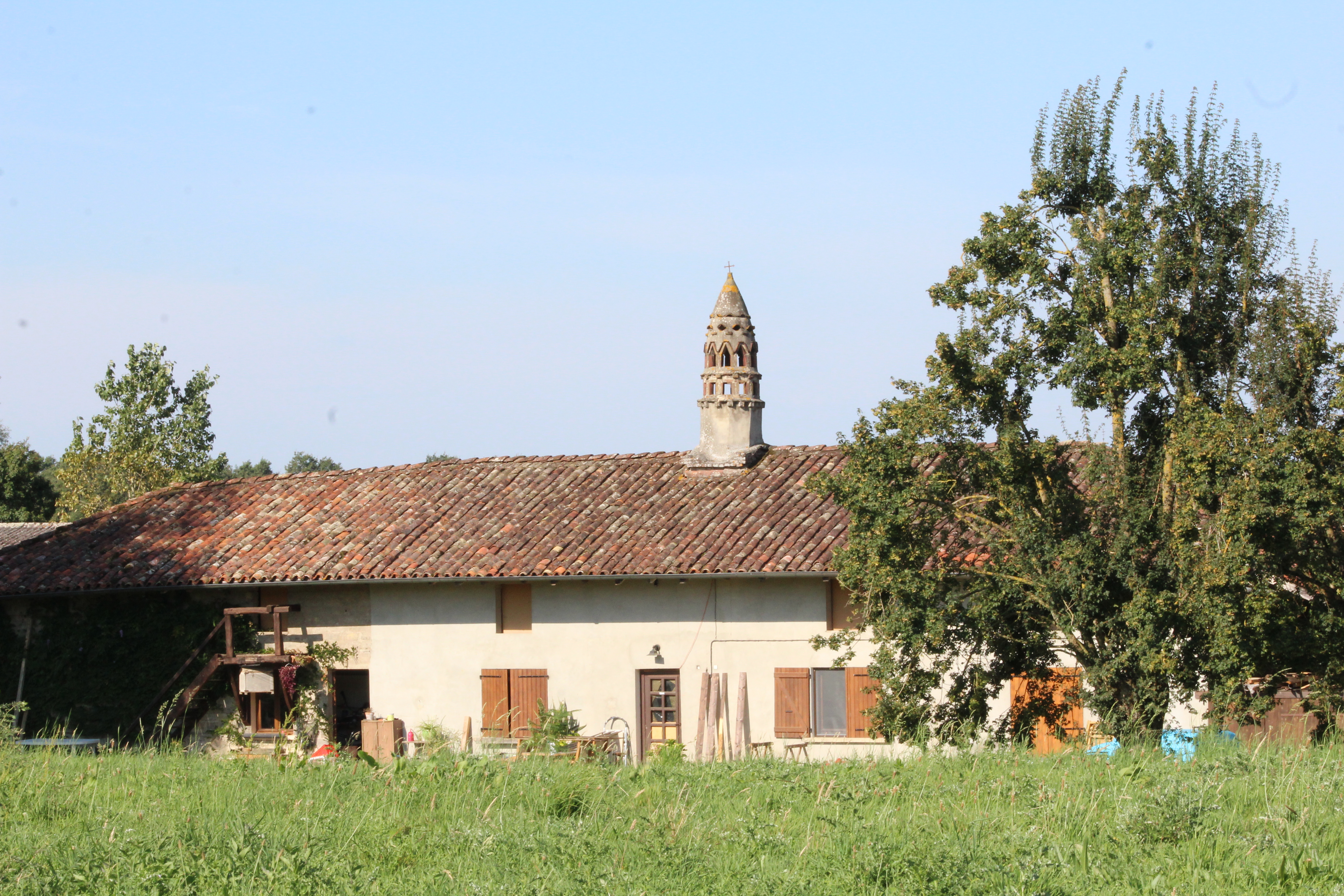
Ferme du Colombier.
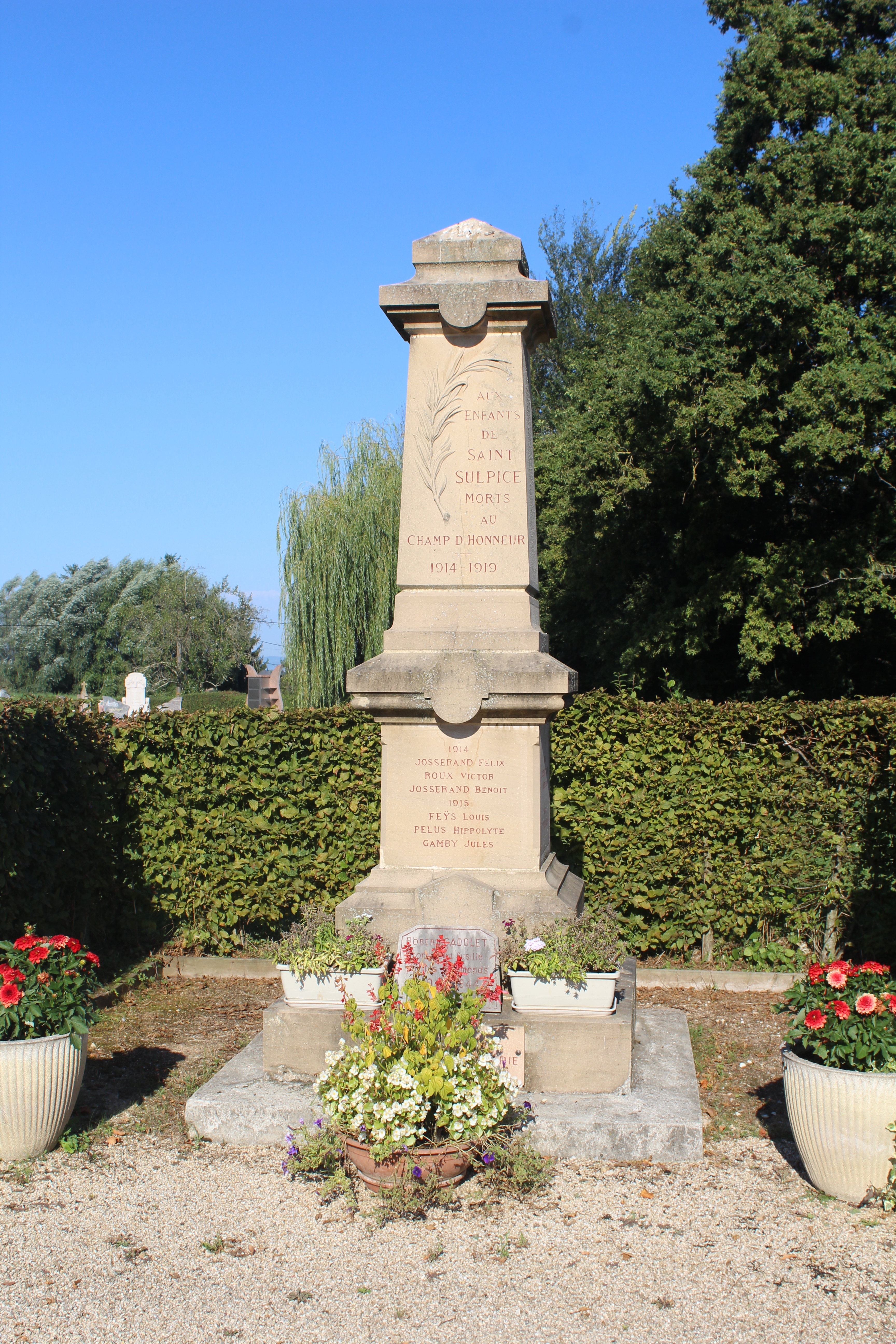
Monument aux morts.

### Gastronomie
Les spécialités culinaires sont celles de la région bressane, c'est-à-dire la volaille de Bresse, les gaudes, la galette bressane, les gaufres bressanes, la fondue bressane.
La commune se situe dans l'aire géographique de l'AOC Crème et beurre de Bresse et de l'AOC Volailles de Bresse. Elle a aussi l'autorisation de produire le vin IGP Coteaux de l'Ain (sous les trois couleurs, rouge, blanc et rosé).

### Héraldique
| Blason de Saint-Sulpice | Blason  | Coupé : au 1er parti de sinople au casque de profil d'argent, et d'azur à la tête arrachée de bélier d'argent, au 2e d'or au lion de gueules ; à la fasce de gueules brochant sur le coupé et à une cheminée bressane (sarrasine) du lieu au naturel brochant sur la fasce et le parti. |
| Blason de Saint-Sulpice | Détails | Le statut officiel du blason reste à déterminer. |